# 565

## Събития
- Юстин II – византийски император, възкачва се на трона в Цариград.

## Починали
- Велизарий, византийски военачалник
- 13 ноември – Юстиниан I, византийски император